# Stadion Qayyum
Stadion Qayyum to wieloużytkowy stadion znajdujący się w mieście Peszawar, w Pakistanie. Jest używany jako miejsce spotkań drużyn piłkarskich oraz krykietowych. Stadion może pomieścić 15000 widzów.